# 里尔市政厅
里尔市政厅（Hôtel de ville de Lille）是法国北方大区里尔的市政厅。高104米，建于1924年 - 1932年，新佛兰芒、艺术装饰风格。2002年5月列为法国历史古迹，2005年列为世界遗产比利时和法国的钟楼的一部分。

## 历史

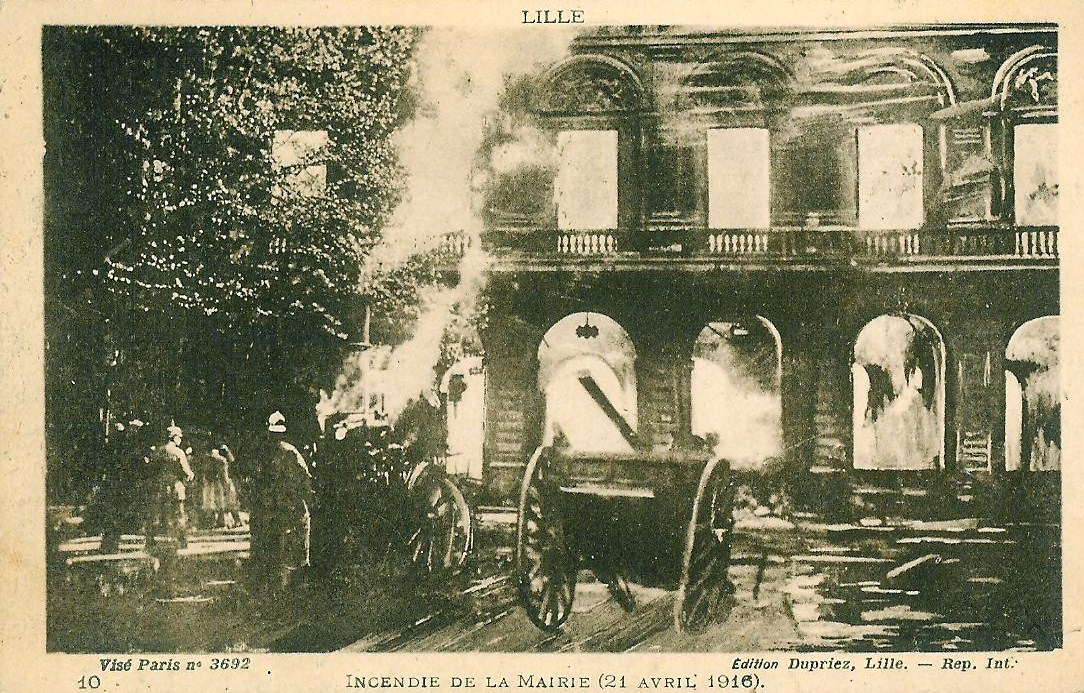
1916年 4月21日

20世纪初，里尔市政厅位于里乌尔广场（place Rihour）。建于1847年和1859年之间。该建筑在1916年火灾中被毁，战后重建。

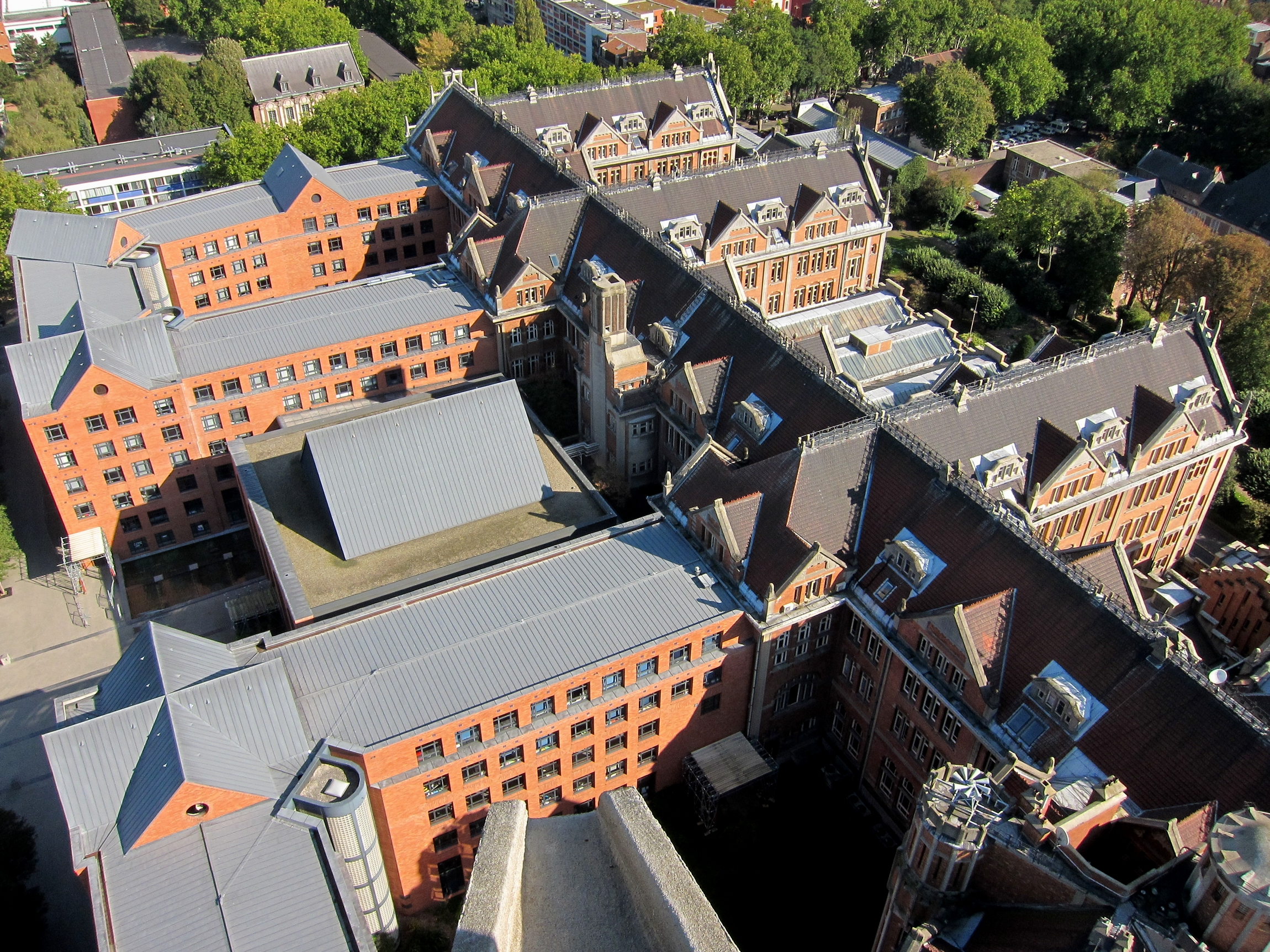

## 描述
该建筑由混凝土、砖块、贝蒂西石和釉面陶瓷构成。其多彩的立面，带有让人联想到弗兰德斯房屋的直棂或篮柄开口，以及插满玉米穗的雄伟三角形山墙，灵感来自弗兰德斯新文艺复兴时期，但完全体现了当时的装饰艺术风格。这种装饰艺术的当地变体通常被称为“区域主义装饰艺术”。

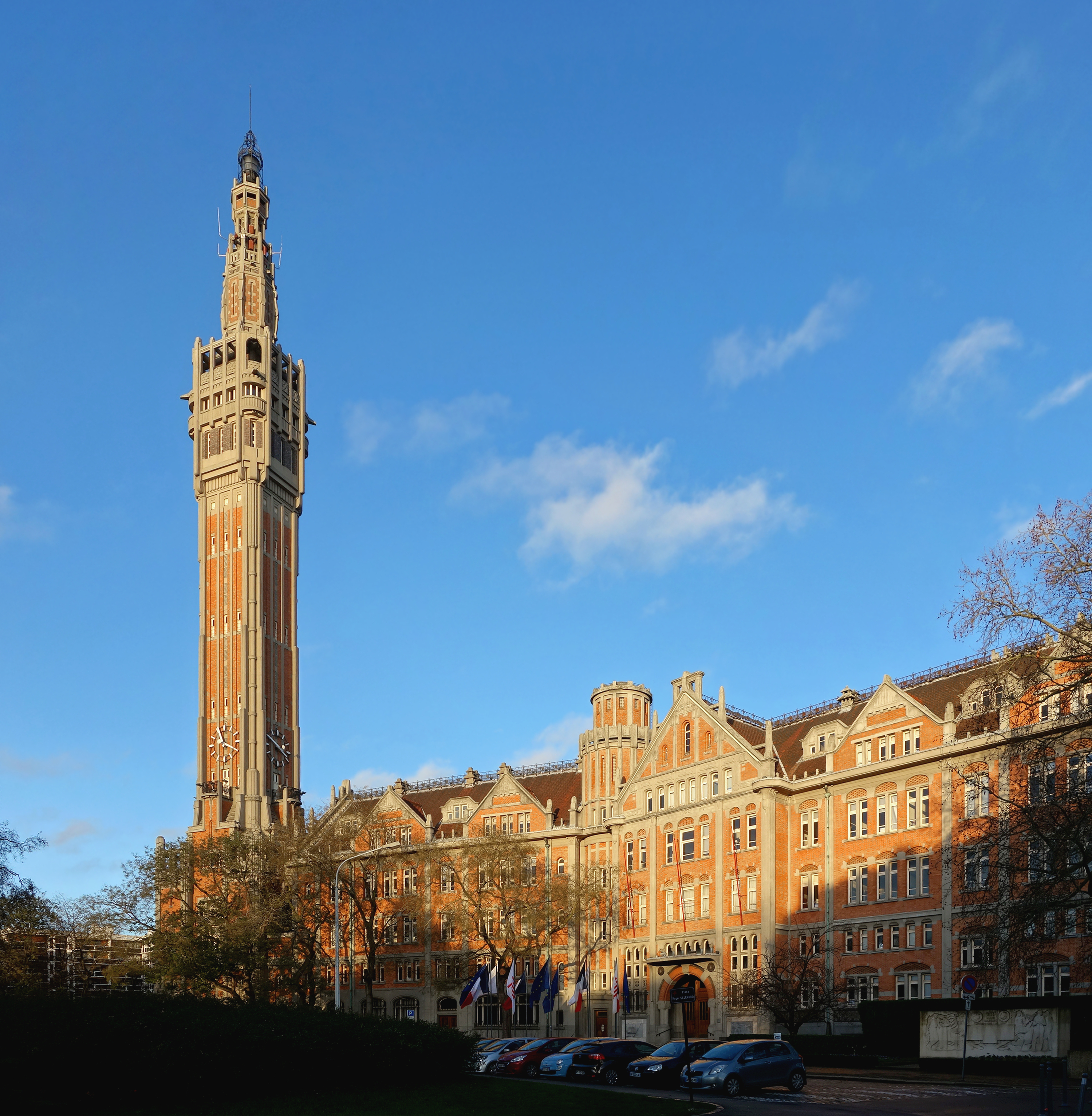
主立面和钟楼

角落里矗立着里尔钟楼。它是佛兰德斯最新、最高的钟楼，完全由钢筋混凝土制成，外墙为砖砌。钟楼高 104 米（341 英尺），有 400 级台阶可到达顶部，是法国最高的市政建筑。钟楼的外观灵感来自“里尔大桥”的形状，这种形状在 17 世纪老里尔的房屋以及之前以新里尔风格建造的商会上都可以看到。钟楼底部有两尊巨人莱德里克和菲纳特的混凝土雕像，传说中他们是这座城市的创始人，由卡洛·萨拉布佐莱斯用新鲜混凝土徒手雕刻而成。
内部画廊长 143 米（469 英尺），由两排 21 根饰有花卉图案的柱子分成三个中殿。混凝土柱的柱头铸成铝型材，柱基则采用大理石和锻铁装饰。该画廊形成一条市政街道，通向四座横向建筑，其中设有三层服务办公室。三间带有镂空天花板的大厅将它们隔开。两端环绕着接待公众的柜台，而中央大厅则设有议事厅。
两段荣誉楼梯从画廊开始，通往二楼，其中有婚礼厅、证人室、埃罗室、委员会室、荣誉大厅和罗杰·萨伦格罗的办公室，配有当时的家具。为了纪念 1936 年自杀的萨伦格罗，他的办公室自那时起就无人使用，现任市长占据了副市长的办公室。在装饰的任何地方，包括家具上，都可以找到里尔市徽的鸢尾花，当时许多市政建筑上都经常有这种花饰。
只有行政翼和钟楼翼在 20 世纪 30 年代初完工。接待翼原本包括荣誉大厅和宴会厅，但从未完工。最后一翼封闭了建筑总体规划形成的四边形，采用现代设计。它建于 20 世纪 90 年代初，包括市政厅目前的门厅。

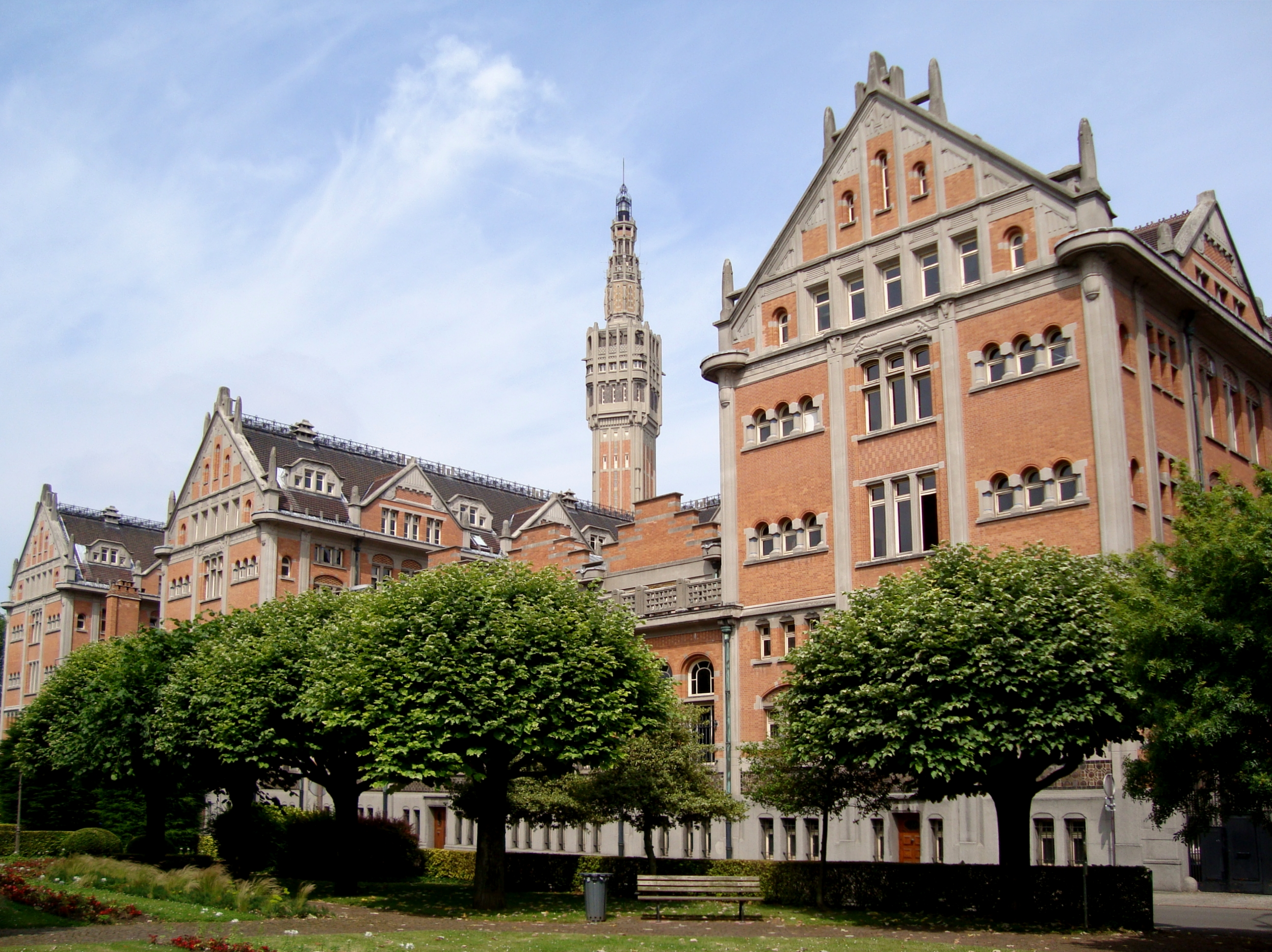
四座雄伟的山墙中的三座

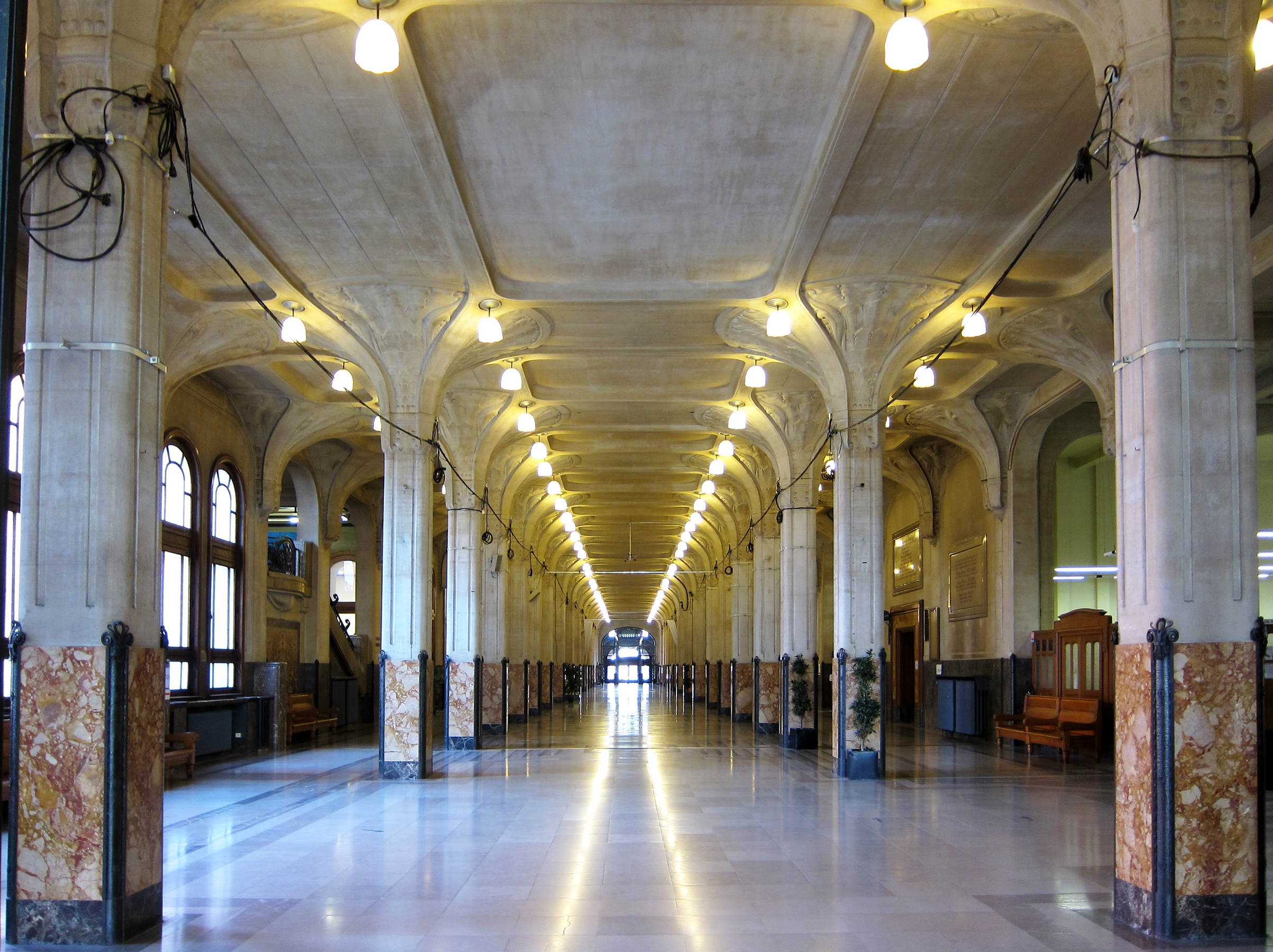
大画廊

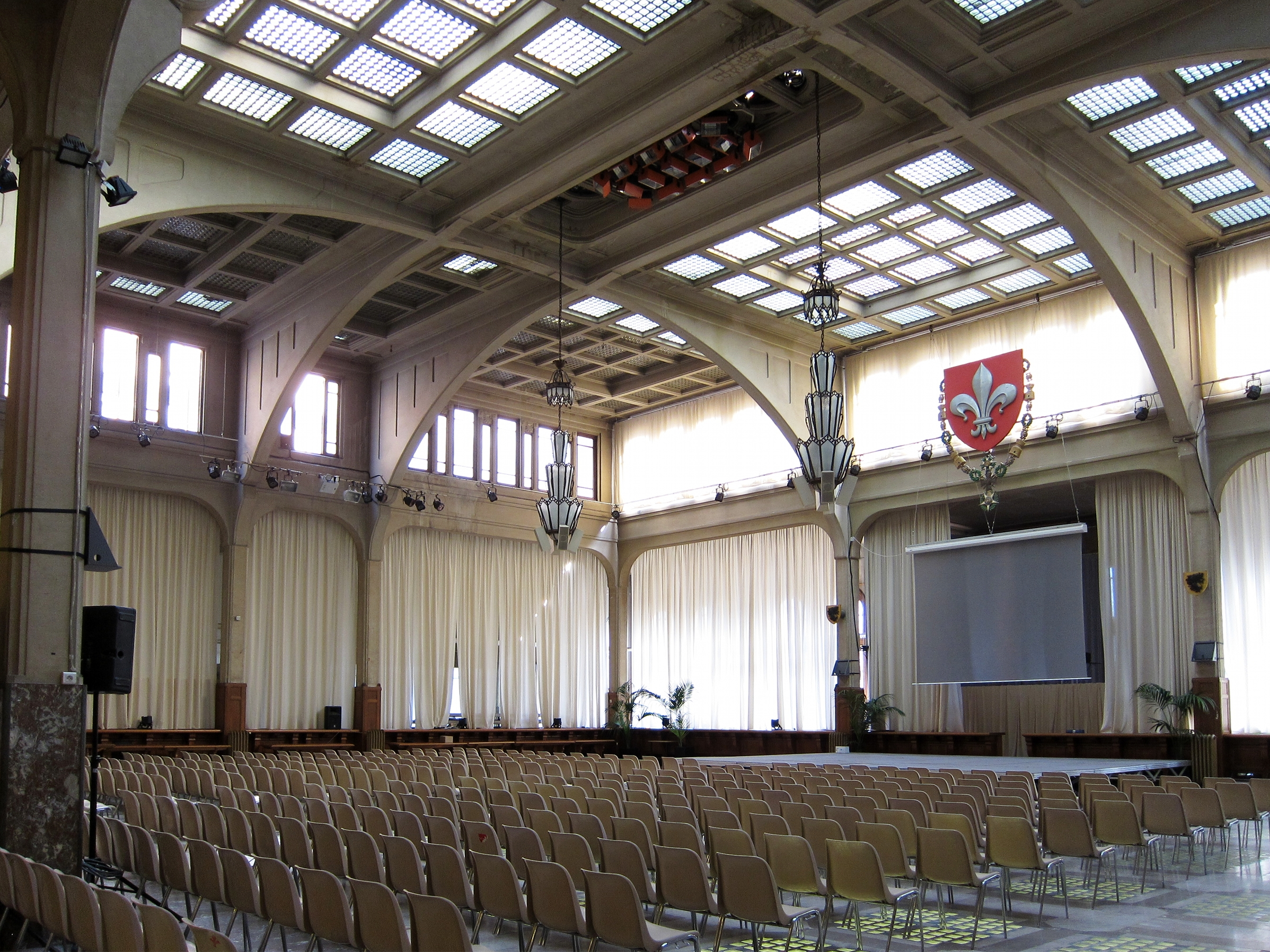
议会厅